# Miroslav Stoch
Miroslav Stoch (n. 19 octombrie 1989, Nitra, Republica Socialistă Cehoslovacia, Regatul Ungariei) este un fotbalist profesionist slovac care joacă pe postul de mijlocaș pentru clubul ceh Slavia Praga și pentru echipa națională de fotbal a Slovaciei.
El a strâns 55 de selecții la naționala Slovaciei de la debutul său în 2009 și a făcut parte din lotul Slovaciei de la Campionatul Mondial din 2010.
Pe 7 ianuarie 2013 a câștigat premiul FIFA Puskás pentru cel mai frumos gol al anului 2012, înaintea lui Neymar și a lui Radamel Falcao.

## Cariera

### Primii ani și Chelsea

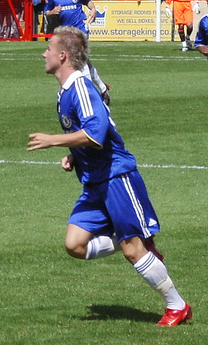
Stoch cu Chelsea în martie 2009

Tatăl lui Stoch și-a dat seama că fiul său are talent încă de la o vârstă fragedă și l-a dus la echipa de fotbal locală Nitra. A fost inclus în lotul echipei mari după ce a marcat un hat-trick într-un meci la categoria sub 17 ani, el având 15 ani. Din cauza restricțiilor de vârstă din prima ligă slovacă, nu a putut juca până la împlinirea vârstei de 16 ani. A debutat în prima echipă la vârsta de 16 ani și de atunci era deja urmărit de scouterii europeni.
Chelsea a trimis scouteri la una din competițiile internaționale la care juca, cei de la Chelsea fiind convinși de potențialul său, transferându-l în 2006. El a fost titular la echipa sub 18 ani în sezonul 2006-2007 și a marcat 11 goluri. A încheiat sezonul ca golgheter, chiar dacă el juca pe postul de aripă A început bine sezonul 2007-2008 și a progresat rapid în echipa de rezerve.
Stoch însuși a declarat că a fost aproape de debutul la prima echipă în sezonul 2007-2008, deși nu a mai reușit să-l facă Stoch a jucat în primul meci pentru Chelsea pe 30 noiembrie 2008 împotriva lui Arsenal pe Stamford Bridge. El a înlocuit-o pe Deco în minutul 80.

### Twente
La 16 iulie 2009, Twente l-a împrumutat pe Stoch de la Chelsea. Stoch a jucat primul său meci în Eredivisie împotriva Spartei Rotterdam. El a marcat ambele goluri în victoria de 2-0 asupra lui Heerenveen la 20 septembrie 2009. Stoch a marcat apoi primul gol al partidei cu Groningen, dintr-un șut de la distanță, câștigată cu 4-0 la 25 octombrie 2009. Stoch a continuat să marcheze des pentru Twente, marcând și dând o pasă de gol în victoria scor 2-1 cu Roda pe 31 octombrie 2009. În meciul de la De Grolsch Veste cu NAC Breda, pe care Twente l-a câștigat cu 3-1, Stoch a marcat două goluri și și-a ajutat echipa să revină de la 0-1. La 2 mai 2010, el a marcat golul victoriei împotriva NAC Breda, meci câștigat de Twente  cu 2-0 în deplasare în urma căruia a obținut titlul de campioană a Olandei pentru prima dată. Stoch a încheiat sezonul cu 10 goluri marcate în campionat (12 în toate competițiile), jucând în majoritatea meciurilor oficiale pentru Twente. 

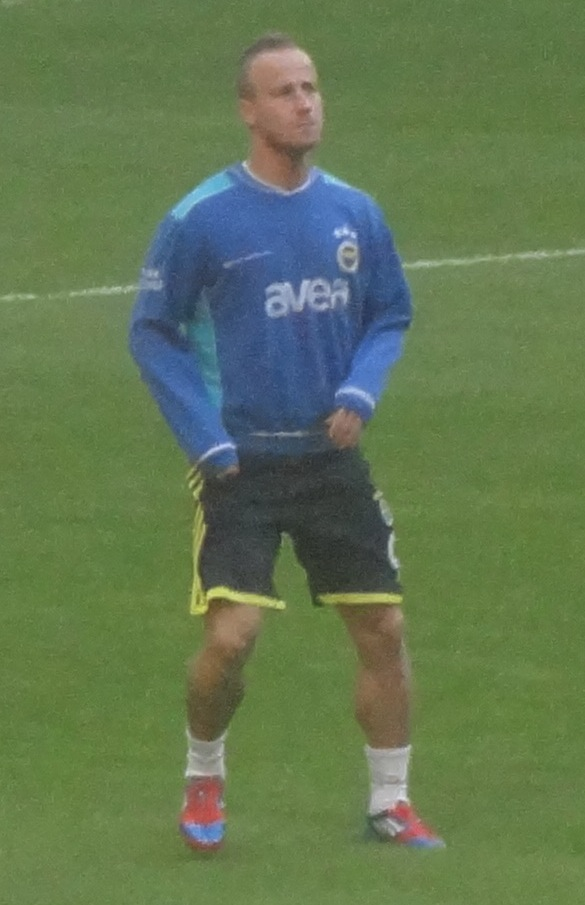
Stoch în timpul antrenamentelor la Fenerbahçe

Stoch a semnat cu echipa turcă Fenerbahçe pe 11 iunie 2010 un contract pe o perioadă de patru ani, clubul plătind în schimbul său 5,5 milioane de euro. La 28 iulie 2010, el a marcat golul său de debut pentru club într-un meci al Ligii Campionilor împotriva lui Young Boys în a treia rundă de calificare, iar Fenerbahçe a terminat la egalitate, scor de 2-2, meciul de la Stade de Suisse din Bern. Fenerbahçe a câștigat titlul de Süper Lig în 2010-2011, pentru a 18-a dată în istorie, stabilind un record, iar Stoch a contribuit cu două goluri. Fenerbahçe i-a prelungit contractul lui Stoch cu doi ani în 2012. Stoch s-a aflat sub contract cu clubul până în vara anului 2016, primind un salariu de 1,75 de milioane de euro anual și 15.000 € pe meci în sezonul 2012-2013. În 2013-2014 rămânea aceeași sumă și 16.000 euro pe meci, 1,8 milioane de euro plus 16000 euro pe meci în sezonul 2014-2015 și 1,9 milioane de euro, precum și 17000 de euro pe joc în sezonul 2015-2016. În 2013, a câștigat premiul pentru cel mai frumos gol al anului 2012 pentru golul marcat împotriva lui Gençlerbirliği pe Süper Lig în cadrul Premiului FIFA Puskás, învingându-l pe Falcao și pe Neymar.

### PAOK
În august 2013, Stoch a ajuns la PAOK după ce Fenerbahçe și PAOK au ajuns la un acord pentru un împrumut de un an pentru 1 milion de euro. El a marcat primul său gol la echipă în manșa tur a play-offului Ligii Campionilor împotriva lui Schalke 04. Meciul s-a terminat cu 1-1.

### Al Ain
La 3 iulie 2014, el a semnat un nou contract cu Fenerbahce până în 2018 și apoi a fost împrumutat pe un an la Al Ain pentru un milion de euro.

### Bursaspor
La 22 august 2015, Stoch a fost trimis împrumut la Bursaspor după ce Fenerbahçe și Bursaspor au ajuns la un acord pentru un împrumut de un an. În vara anului 2016, s-a întors la Fenerbahçe.

### Slavia Praga
La 11 august 2017, Stoch a ajuns la clubul ceh Slavia Praga. El a refuzat oferte din Spania, Franța, Rusia și cluburi bogate din Orientul Mijlociu. Principalul motiv pentru această alegere a fost șansa de a juca în grupele Ligii Campionilor, ediția 2017-2018, singurul impediment fiind play-offul împotriva lui APOEL. Stoch a jucat în ambele meciuri, dar nu și-a putut ajuta noul club să se califice în faza grupelor. După ce a pierdut cu 0-2 în Cipru și a făcut 0-0 acasă, meci în care Stoch a ieșit de pe teren la pauză, Slavia a fost eliminată din Liga Campionilor și a intrat în grupele Europa League. La 20 septembrie 2017, după victoria cu 5-1 împotriva lui Třinec în Cupa MOL Stoch a scandat alături de fanii Slaviei, „Smrt Sparte“ („Moarte Spartei “) și a fost chemat în fața comisiei de disciplină a ligii de fotbal a Cehiei.
A marcat un gol, în finala Cupei Cehiei 2017-2018 cu FK Jablonec, într-un meci câștigat cu 2-1 pe 9 mai 2018.
La 21 noiembrie 2018, Stoch a semnat un nou contract pe trei ani cu Slavia, rămânând la club până în iunie 2022.

## La națională
Stoch și-a făcut debutul pentru echipa mare a Slovaciei la 10 februarie 2009 împotriva Ucrainei, meci în care a intrat în minutul 70. A marcat primul său pentru Slovacia împotriva San Marino într-un meci de calificare la Campionatul Mondială din 2010, pe 6 iunie 2009. La 7 septembrie 2010, a marcat singurul gol al unei victorii cotând pentru calificările la Euro 2012 împotriva Rusiei la Moscova. La data de 9 octombrie 2014, Stoch a marcat golul victoriei, scor 2-1, în meciul de calificare la UEFA Euro 2016 împotriva Spaniei cu trei minute înainte de final.   
În timpul turneului final, Stoch a jucat doar împotriva Țării Galilor, unde a intrat în minutul 83. În timpul zborului din Franța, Stoch a avut un conflict cu antrenorul echipei naționale Ján Kozák. În august 2016, Kozák a spus că nu poate colabora cu Stoch și nu a fost convocat până la demisia lui Kozák în octombrie 2018.

## Stil de joc
Stoch își bazează stilul de joc cei doi idoli dinfotbal Ronaldinho și Ronaldo și încearcă să-i imite pe teren.